# 프레드 말라테스타

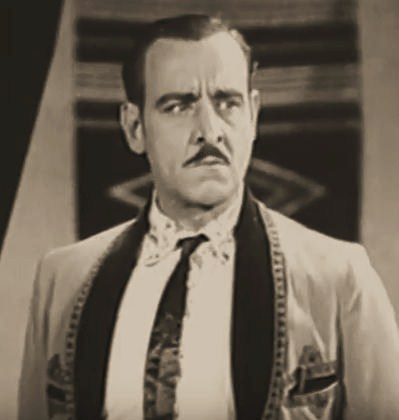

프레드 말라테스타(Fred Malatesta, 1889년 4월 18일 ~ 1952년 4월 8일)는 미국의 배우이다.
나폴리에서 태어났으며 버뱅크에서 사망하였다.

## 영화
- 위크-엔드 인 하바나 (1941년)
- 댓 나잇 인 리오 (1941년)
- 다운 아젠틴 웨이 (1940년)
- 싱가폴 가는 길 (1940년)
- 쾌걸 조로 (1940년)
- 포맨 앤 프레어 (1938년)
- 서브마린 패트롤 (1938년)
- 모던 타임즈 (1936년) - 카페 웨이터장 역
- 창공을 달리는 사랑 (1936년)
- 십자군 (1935년)
- 스튜던트 투어 (1934년)
- 그림자 없는 남자 (1934년)
- 퍼제스트 (1931년)
- 키키 (1926년)
- 소공자 (1921년)